# Lariophagus texanus
Lariophagus texanus är en stekelart som beskrevs av Crawford 1909. Lariophagus texanus ingår i släktet Lariophagus och familjen puppglanssteklar.
Artens utbredningsområde är Colombia. Inga underarter finns listade i Catalogue of Life.